# Li Ao (772–841)
Li Ao (* 772; † 841) war ein Reformkonfuzianer um die Wende zum 9. Jahrhundert n. Chr.
Li Ao war ein Freund des ebenfalls reformkonfuzianisch eingestellten Han Yu. Beide kritisierten die sich nach der An-Lushan-Rebellion ausbildende Mischkultur mit buddhistisch-manichäischen und nestorianischen Elementen. Im Januar 809 verließ Li Ao Luoyang und reiste per Schiff vom Huang He in die Gegend von Kanton, um dort einen staatlichen Posten anzutreten.